# Radioamateurs du Luxembourg
Die Radioamateurs du Luxembourg (RL) sind ein Amateurfunkverband in Luxemburg. Im RL haben sich lizenzierte Funkamateure aus ganz Luxemburg, aber auch weitere Mitglieder in der ganzen Welt zusammengeschlossen. Eine Zulassung zur Teilnahme am Amateurfunkdienst ist aber keine Voraussetzung für eine Mitgliedschaft.

## Struktur und Zahlen
Der Verband vertritt die luxemburgischen Funkamateure in der International Amateur Radio Union.

## Geschichte
Der Verband wurde 1937 als „Réseau Luxembourgeois des Amateurs d’Ondes Courtes“ gegründet und am 16. April 1973 in das Handelsregister eingetragen. Aus Anlass des 75-jährigen Jubiläums begab die luxemburgische Post eine Sonderbriefmarke und der Verband benannte sich in „Radioamateurs du Luxembourg“ um.

## Allgemeine Serviceleistungen

### Versand von QSL-Karten
Viele Funkamateure pflegen einen regen Austausch von QSL-Karten. Der Versand jeder einzelnen QSL-Karte als Postkarte würde hohe Kosten verursachen und in einigen Ländern auch das Problem bringen, dass das Postwesen nicht genug ausgebaut ist, um eine zuverlässige Zustellung zu gewährleisten. Der RL sammelt die QSL-Karten der Mitglieder und organisiert die Zustellung zu den QSL-Büros in der ganzen Welt.
In Luxemburg gibt es nur ein offizielles QSL-Büro was vom RL betrieben wird, siehe Weblinks.

## Andere Amateurfunkverbände in Luxemburg
Neben den Radioamateurs du Luxembourg, die seit Gründung der IARU dort Mitglied sind und die luxemburgischen Funkamateure dort international vertreten, gibt es im Großherzogtum weitere Zusammenschlüsse von Funkamateuren. Dazu gehören die Association des Radioamateurs du Kayldall (ADRAD) in Kayl, nahe der Grenze zu Frankreich, und die Luxemburger Amateur Radio Union in Diekirch.